# Vicariato apostólico de Tierradentro
El vicariato apostólico de Tierradentro (en latín: Vicariatus Apostolicus Tierradentroënsis) es una circunscripción eclesiástica de la Iglesia católica en Colombia. Se trata de un vicariato apostólico latino, inmediatamente sujeto a la Santa Sede (agregado a la provincia eclesiástica de Popayán). Desde el 20 de julio de 2024 es sede vacante y su  administrador apostólico es el obispo Marco Antonio Merchán Ladino.

## Territorio y organización
El vicariato apostólico tiene 2085 km² y extiende su jurisdicción sobre los fieles católicos de rito latino residentes en los municipios de Inzá y Páez (región llamada Tierradentro) del departamento de Cauca.
Su territorio limita al norte con la diócesis de El Espinal, al oeste con la arquidiócesis de Popayán, al sur con la diócesis de Garzón y al este con la diócesis de Neiva y la diócesis de Garzón. La composición etnográfica de la población del vicariato apostólico es: mestizos (54%), indígenas (40%) y afrocolombianos (5.5%).
La sede del vicariato apostólico se encuentra en la ciudad de Belalcázar, en el municipio de Páez, en donde se halla la Catedral de San Antonio de Ambostá.
En 2022 en el vicariato apostólico existían 10 parroquias:
En el municipio de Inzá
- Amo Jesús de Guanacas;
- Nuestra Señora de la Candelaria, en Turminá;
- Nuestra Señora de las Mercedes, en Pedregal;
- San Andrés Apóstol, en San Andrés.

En el municipio de Páez
- La Inmaculada, en Vitoncó;
- Nuestra Señora del Carmen, en Ríochiquito;
- Sagrado Corazón de Jesús, en Itaibe;
- San Antonio de Padua, en Belalcázar;
- San Vicente de Paúl, en Ricaurte;
- San Luis Gonzaga, en San Luis.

## Historia

### Antecedentes
Las primeras incursiones evangelizadoras en Tierradentro comenzaron en 1613 de la mano de los misioneros jesuitas, quienes en 1629 establecieron una residencia en la que permanecieron hasta 1647. En 1657 estuvieron también misionando en la región los franciscanos, los cuales estuvieron cerca de 16 años. Desde entonces la diócesis de Popayán comenzó a enviar el párroco a la parroquia de Calderas en Tierradentro y durante dos siglos fueron los sacerdotes diocesanos quienes continuaron la evangelización.
En 1903 Tierradentro fue establecida como misión de la arquidiócesis de Popayán, por acuerdo entre el Estado colombiano y la Santa Sede. El 16 de julio de 1905 fue confiada a la Congregación de la Misión, según convenio firmado entre el arzobispo de Popayán, Manuel José Caicedo, y el padre provincial de los lazaristas Juan Floro Bret.

### Prefectura apostólica
Por solicitud del provincial de los lazaristas y con el consentimiento del arzobispo de Popayán, la prefectura apostólica de Tierradentro fue erigida el 13 de mayo de 1921 con el breve Cum in archidioecesi del papa Benedicto XV, obteniendo el territorio de la arquidiócesis de Popayán, dejando el Jus commissionis a la comunidad de los padres Lazaristas (también conocidos como vicentinos).
El 9 de noviembre de 1923 fue nombrado como prefecto apostólico Emilio Larquère, hasta entonces prefecto apostólico de Arauca. Tomó posesión el 28 de febrero de 1924 y falleció el 3 de julio de 1948 en Belalcázar. Quedó rigiendo los destinos de la prefectura el proprefecto David González, sacerdote de la Congregación de la Misión.
El 27 de octubre de 1950 fue nombrado prefecto apostólico Enrique Vallejo, quien se desempeñaba como rector del Seminario Mayor de Tunja. Se posesionó el 7 de diciembre del mismo año. En 1977 al cumplir los 75 años renunció, y falleció en Cali el 22 de noviembre de 1984.
El 21 de julio de 1977 fue nombrado prefecto apostólico Germán García Isaza, quien estaba como misionero párroco en Willa, parroquia de la prefectura apostólica. Se posesionó el 10 de septiembre de 1977. Fue trasladado y preconizado por la Santa Sede como obispo de Caldas, el 8 de junio de 1988. Como administrador de la prefectura quedó encargado el padre Juan Evangelista Murcia, en calidad de proprefecto, quien se desempeñaba como párroco de una de las parroquias de la prefectura, llamada Vitoncó.
El 7 de abril de 1989 fue nombrado prefecto apostólico Jorge García Isaza, quien se desempeñaba como rector del Seminario Menor Indígena. Se posesionó el 28 de mayo del mismo año.
El 6 de junio de 1994 un sismo con epicentro en un lugar central del territorio, produjo una avalancha de los ríos que destruyeron el 60% de la infraestructura de la Iglesia, causando 1150 muertos. Este suceso fue determinante en cambios de toda índole en Tierradentro.
El 17 de febrero de 2000, la prefectura apostólica fue elevada al rango de vicariato apostólico con la bula Sollicitam curam del papa Juan Pablo II.
En mayo de 2002, el vicario apostólico Jorge García Isaza se vio obligado a exiliarse tras las amenazas de muerte de la guerrilla de las FARC. Regresó al vicariato después de un mes y medio, pero al año siguiente presentó al papa su renuncia al gobierno pastoral del vicariato.

### Vicariato apostólico
El 17 de febrero de 2000 el papa Juan Pablo II elevó la prefectura apostólica a vicariato apostólico mediante de la bula Sollicitam curam. En la misma fecha, García Isaza fue nombrado obispo titular de Budua y vicario apostólico de Tierradentro. Recibió la ordenación episcopal el 26 de marzo del mismo año en la catedral de Belalcázar.
En mayo de 2002 García Isaza se vio obligado a salir temporalmente del territorio del vicariato apostólico, por los atentados que contra su vida decretó la guerrilla de las FARC. Regresó después de mes y medio, pero en 2003 presentó al papa su carta de renuncia, agregando además de la razón de la edad canónica, el problema de los obstáculos que la subversión ponía a su labor pastoral, ya que sus continuos reclamos como pastor lo convirtieron en objetivo de las retaliaciones de los alzados en armas, con perjuicio de los fieles.
El 26 de enero de 2004 fue nombrado Edgar Hernando Tirado Mazo como obispo titular de Zaba y vicario apostólico de Tierradentro. El cual pertenece a la comunidad de los Misioneros Javerianos de Yarumal.

## Estadísticas
Según el Anuario Pontificio 2023 el vicariato apostólico tenía a fines de 2022 un total de 36 400 fieles bautizados.
| Año                                                                             | Población            | Población | Población      | Sacerdotes | Sacerdotes    | Sacerdotes    | Bautizados por sacerdote | Diáconos permanentes | Religiosos | Religiosos | Parroquias |
| Año                                                                             | Bautizados católicos | Total     | % de católicos | Total      | Clero secular | Clero regular | Bautizados por sacerdote | Diáconos permanentes | Varones    | Mujeres    | Parroquias |
| ------------------------------------------------------------------------------- | -------------------- | --------- | -------------- | ---------- | ------------- | ------------- | ------------------------ | -------------------- | ---------- | ---------- | ---------- |
| 1950                                                                            | 35 950               | 36 000    | 99.9           | 5          | 5             |               | 7190                     |                      |            | 16         |            |
| 1964                                                                            | 32 800               | 33 450    | 98.1           | 10         |               | 10            | 3280                     |                      | 12         | 44         | 3          |
| 1968                                                                            | 44 100               | 45 000    | 98.0           | 11         |               | 11            | 4009                     |                      | 13         | 47         | 4          |
| 1976                                                                            | 44 500               | 45 500    | 97.8           |            |               |               |                          |                      | 1          | 52         | 7          |
| 1980                                                                            | 45 000               | 48 000    | 93.8           | 12         |               | 12            | 3750                     |                      | 15         | 53         | 9          |
| 1990                                                                            | 49 000               | 55 600    | 88.1           | 14         |               | 14            | 3500                     |                      | 16         | 58         | 10         |
| 1999                                                                            | 51 200               | 55 000    | 93.1           | 20         | 7             | 13            | 2560                     |                      | 13         | 34         | 12         |
| 2000                                                                            | 51 200               | 55 000    | 93.1           | 21         | 8             | 13            | 2438                     |                      | 13         | 32         | 12         |
| 2001                                                                            | 50 000               | 55 000    | 90.9           | 19         | 7             | 12            | 2631                     |                      | 12         | 31         | 11         |
| 2002                                                                            | 50 000               | 55 000    | 90.9           | 21         | 11            | 10            | 2380                     |                      | 10         | 32         | 11         |
| 2003                                                                            | 50 000               | 55 000    | 90.9           | 21         | 11            | 10            | 2380                     |                      | 10         | 32         | 13         |
| 2004                                                                            | 50 000               | 55 000    | 90.9           | 15         | 9             | 6             | 3333                     |                      | 7          | 23         | 10         |
| 2010                                                                            | 55 500               | 66 500    | 83.5           | 16         | 11            | 5             | 3468                     |                      | 8          | 19         | 10         |
| 2014                                                                            | 59 600               | 70 900    | 84.1           | 21         | 16            | 5             | 2838                     |                      | 6          | 13         | 10         |
| 2017                                                                            | 64 600               | 70 500    | 91.6           | 20         | 16            | 4             | 3230                     |                      | 4          | 7          | 10         |
| 2020                                                                            | 68 400               | 73 600    | 92.9           | 15         | 10            | 5             | 4560                     |                      | 9          |            | 10         |
| 2022                                                                            | 71 000               | 76 000    | 93.4           | 16         | 13            | 3             | 4437                     |                      | 7          | 8          | 10         |
| Fuente: Catholic-Hierarchy, que a su vez toma los datos del Anuario Pontificio. |                      |           |                |            |               |               |                          |                      |            |            |            |

## Episcopologio

### Prefectos apostólicos de Tierradentro
- P. Emilio Larquère, C.M. † (9 de noviembre de 1923-3 de julio de 1948 falleció)
  - Sede vacante (1948-1950)
- P. Enrique Alejandro Vallejo Bernal, C.M. † (27 de octubre de 1950-mayo de 1977 retirado)
- P. Germán García Isaza, C.M. † (21 de julio de 1977-18 de junio de 1988 nombrado obispo de Caldas)
- P. Jorge García Isaza, C.M. † (5 de mayo de 1989-17 de febrero de 2003 nombrado vicario apostólico)

### Vicarios apostólicos de Tierradentro
- Jorge García Isaza, C.M. † (5 de mayo de 1989-25 de abril de 2003 retirado)
- Edgar Hernando Tirado Mazo, M.X.Y. (19 de diciembre de 2003-5 de junio de 2015 retirado)
- Óscar Augusto Múnera Ochoa (5 de junio de 2015-20 de julio de 2024 renunció)[6]
  - Marco Antonio Merchán Ladino, desde el 29 de julio de 2024 (administrador apostólico)